# Lessertia kensitii
Lessertia kensitii är en ärtväxtart som beskrevs av Harriet Margaret Louisa Bolus. Lessertia kensitii ingår i släktet Lessertia och familjen ärtväxter. Inga underarter finns listade i Catalogue of Life.